# Closteromerus rufiventris
Closteromerus rufiventris là một loài bọ cánh cứng trong họ Cerambycidae.